# میکائیل کورگانیان
میکائیل آلکساندری کورگانیان (ارمنی: Միքայել Ալեքսանդրի Կորգանյան؛  ۳ مهٔ ۱۹۰۷ – ۲۸ مهٔ ۱۹۷۴) یک بازیگر تئاتر اهل ارمنستان بود. وی بین سال‌های ۱۹۲۷ تا - میلادی فعالیت می‌کرد.

## زندگی‌نامه
وی در ۱۶ مه [سبک قدیمی: ۳ مه] ۱۹۰۷ در گنجه به دنیا آمد . وی در تئاتر دولتی ارمنی باکو (از ۱۹۲۷)، و تئاتر دراماتیک ارمنی استپاناکرت (از ۱۹۳۲) فعالیت کرده است. وی همچنین برندهٔ جوایزی همچون هنرمند مردمی آذربایجان شوروی (۱۹۶۰) شده است. وی در ۲۸ مهٔ ۱۹۷۴ در سن ۶۷ سالگی در استپاناکرت درگذشت.

## یادداشت
1. ↑  Գանձակ
2. ↑  Ադրբեջանական ԽՍՀ ժողովրդական արտիստ